# Al-Auja
Al-Auja (Arabisch:العوجا; ook bekend als Owja, Al-Awja of Al-Ouja) is een plaats in Irak. Het dorp ligt acht kilometer ten zuiden van Tikrit op de westelijke oever van de rivier Tigris, in de provincie Salah ad Din. Al-Auja is Arabisch voor "De Bocht", hetgeen verwijst naar de scherpe bocht die de Tigris bij het dorp maakt.
Al-Auja is met name bekend als de geboorteplaats van voormalig dictator Saddam Hoessein. Tijdens diens leiderschap werden ook veel provinciebestuurders aangesteld die afkomstig waren uit deze plaats. Toen Hoessein door Amerikaanse soldaten gevonden werd, verstopte hij zich enkele kilometers van zijn geboorteplaats in het dorpje Ad-Dawr. Saddam Hoessein werd in Al-Auja begraven op 31 december 2006 naast de graven van zijn zoons Oedai en Koesai.